# Krylov (cràter)

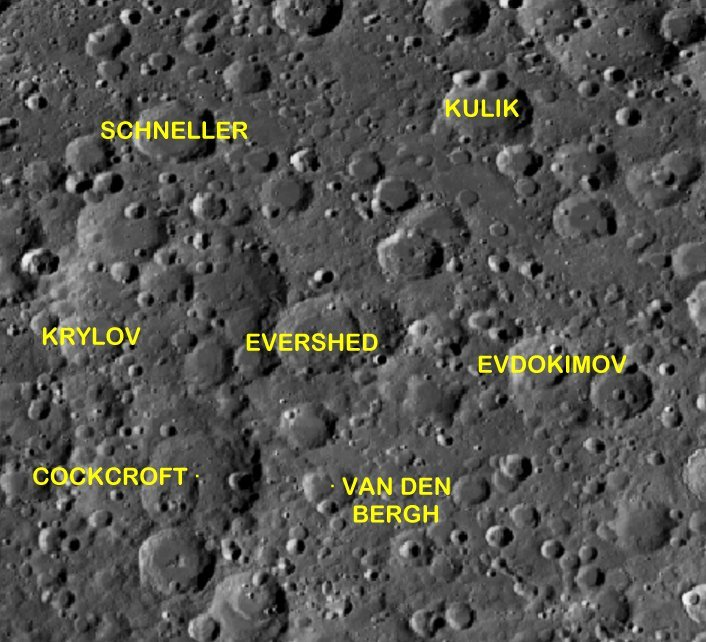
Localització de Krylov

Krylov és un cràter d'impacte situat en la cara oculta de la Lluna. Es troba aproximadament a un diàmetre del cràter al nord-oest del cràter Cockroft, i a l'oest de Evershed.
Aquest cràter ha estat desgastat per l'erosió de successius impactes, deixant els seus trets arrodonits i una mica irregulars. No obstant això, el perímetre de la vora encara es remunta sobre el terreny circumdant. Un petit cràter recent travessa el brocal en el seu costat est, i presenta una sèrie de depressions i desploms en la paret interior del sud i de l'oest. En general, és molt similar a molts dels nombrosos impactes que es localitzen en aquesta regió.

## Cràters satèl·lit
Per convenció, aquests elements són identificats en els mapes lunars posant la lletra en el costat del punt mitjà del cràter que està més prop de Krylov.
|        | \| Krylov \| Coordenades \| Diàmetre \| \| ------ \| ---------------------------------------- \| -------- \| \| A \| 38° 32′ N, 165° 13′ O / 38.54°N,165.21°O \| 63 km \| \| B \| 36° 56′ N, 163° 58′ O / 36.93°N,163.96°O \| 40 km \| |          |
| Krylov | Coordenades | Diàmetre |
| A      | 38° 32′ N, 165° 13′ O / 38.54°N,165.21°O | 63 km    |
| B      | 36° 56′ N, 163° 58′ O / 36.93°N,163.96°O | 40 km    |